# My Life in the Bush of Ghosts
Albums par David Byrne
The Catherine Wheel
(1981)
Albums par Brian Eno
Ambient 2: The Plateaux of Mirror
(1980) Ambient 4: On Land
(1982)
My Life in the Bush of Ghosts est un album issu d'une collaboration entre Brian Eno et David Byrne, sorti en février 1981. Ce disque est basé sur l'usage de voix enregistrées à la radio ou sur disques.
Le titre est tiré du roman éponyme de Amos Tutuola, la pochette originale est de Peter Saville.
À la suite d'une plainte du Islamic Council of Great Britain (en), le titre Qu'ran, figurant en piste 6 de l'édition originale de 1981 contenant des échantillonnages de récits coraniques par un muezzin algérien, est remplacé à partir de 1986 par le titre Very, Very Hungry (face B du single The Jezebel Spirit). Cette décision sera justifiée plus tard par David Byrne lors de la réédition CD de 2006. Ce titre figure dans le film documentaire 143 rue du Désert de Hassen Ferhani, sorti en 2019.
Actuellement, les titres Regiment et The Carrier ne sont pas disponibles en France sur les plateformes Deezer et Spotify.*

## Titres de l'album (depuis 1986)
| 1.    | America Is Waiting  | 3:37 |
| 2.    | Mea Culpa           | 3:43 |
| 3.    | Regiment            | 3:57 |
| 4.    | Help Me Somebody    | 4:18 |
| 5.    | The Jezebel Spirit  | 4:57 |
| 6.    | Very, Very Hungry   | 3:21 |
| 7.    | Moonlight In Glory  | 4:21 |
| 8.    | The Carrier         | 3:34 |
| 9.    | A Secret Life       | 2:30 |
| 10.   | Come With Us        | 2:39 |
| 11.   | Mountain of Needles | 2:37 |
| 39:40 |                     |      |